# Севералмаз
АО «Севералмаз» — российская алмазодобывающая компания, дочернее общество АК «АЛРОСА» (ПАО). Владеет лицензией на крупнейшее в Европе алмазное месторождение им. М. В. Ломоносова (Архангельская область) с запасами 220 млн карат алмазного сырья. Добыча компании в 2009 году составила 500 тыс. карат алмазного сырья.

## Акционеры
99,6 % акций принадлежит АК «АЛРОСА» (ПАО), 0,38 % — миноритариям.